# Calligaster etchellsii
Calligaster etchellsii är en stekelart som först beskrevs av Cameron 1909.  Calligaster etchellsii ingår i släktet Calligaster och familjen Eumenidae. Inga underarter finns listade.